# 紅身藍首魚
紅身藍首魚，為輻鰭魚綱鱸形目隆頭魚亞目慈鯛科的一種。

## 分布
本魚分布於東非的坦干伊喀湖。

## 特徵
本魚身體為棕黑色，有黃、白或棕褐色的條紋縱向穿過身體。幼魚體色為黑色，有白斑點。口下位，適合於覓食藻類和岩石中的昆蟲幼蟲。體長約在14.5公分。

## 生態
本魚棲息湖泊有水草覆蓋的岩石，屬雜食性，以藻類、昆蟲、甲殼類等無脊椎動物為食，通常一尾雄魚配數尾雌魚活動，具有地域性。

## 經濟利用
為觀賞魚，現有許多人工培育的種類。